# Enganaïevo
Enganaïevo (Енганаево) - parfois Ianganaïevo - est un village de Russie situé dans le raïon (arrondissement) de Tcherdakly de l'oblast d'Oulianovsk. Il fait partie de l'établissement urbain de Tcherdakly.

## Géographie
Le village se trouve au bord de la rivière Ouren, à 9 km au nord de Tcherdakly.

## Histoire
Le village est fondé en 1661 par des Tatars au service de l'armée russe venus de l'ouïezd de Simbirsk sous le commandement de Yanganaï Kadychev. Celui-ci obtient des terres arables et des prés pour le fauchage en l'échange de son service pour la couronne avec ses hommes. Le village est formé avec 32 maisons au début. Le village est nommé en son honneur: Yanganaïevo, qui change vite en Enganaïevo.
En 1780, le village fait partie de l'ouïezd de Stavropol. En 1859, le village comprend 96 foyers et 1 061 habitants et une mosquée et en 1883, 312 maisons rurales et 1 612 habitants. Le recensement de 1897 donne pour Enganaïevo (ou Entoundino), le nombre de 381 maisons, pour 2 025 habitants avec deux mosquées, deux écoles mahométanes, deux moulins à vent, une meunerie.
En 1910, le village compte 471 foyers, trois mosquées et un moulin à vent: en 1930, il atteint son pic d'habitants avec 2 895 personnes.
En 1996, Enganaïevo compte 1 061 habitants. Il dispose d'une école, d'une bibliothèque, d'un club de village, d'un point de santé, d'une mosquée et d'une coopérative du nom d'Enganaïevski.

## Population
- 1996: 1042 habitants
- 2010: 1015 habitants[4]